# إيوكا
إيوكا (مسيسيبي) (بالإنجليزية: Iuka, Mississippi)‏ هي مدينة تقع في الولايات المتحدة في مقاطعة تيشومينغو. يقدر عدد سكانها بـ 3,059 نسمة ومساحتها 25.0 كم2 وترتفع عن سطح البحر 171 متر.

## أعلام
- ويليام ك. ديفيس
- لويس هنري ليتل
- تومي دين